# Dragoș Stoenescu
Dragoș Stoenescu (n. 30 mai 1979, București) este un fost jucător român de polo pe apă, legitimat la CS Dinamo București (1996-2015), CSA Steaua București (2015-2017)și portar al echipei naționale de polo a României. Între anii 2018-2020 a activat ca antrenor de portari la echipa de polo pe apă seniori, a clubului CSA Steaua București.